# Chrysobothris schistomorion
Chrysobothris schistomorion es una especie de escarabajo del género Chrysobothris, familia Buprestidae. Fue descrita científicamente por Westcott and Davidson en 2001.